# Protomiltogramma stackelbergi
Protomiltogramma stackelbergi är en tvåvingeart som först beskrevs av Boris Borisovitsch Rohdendorf 1935.  Protomiltogramma stackelbergi ingår i släktet Protomiltogramma och familjen köttflugor. Inga underarter finns listade i Catalogue of Life.